# 蔭襲
蔭襲，（蔭、廕相通），又稱任子、门荫、荫补、世赏、日本稱蔭位（日语：／），朝鮮稱蔭敍（韓語：음서），即蔭襲制、蔭位制（日语：／）蔭敍制（韓語：음서제），是律令制体制中依據高位者的位階對其子孫或弟、姪等近親幼輩授予一定位階的制度，是特權制度的一種，由此得來的位階叫做蔭階（日语：／）。

## 各地情況

### 中國
春秋戰國時期，子承父原有官爵的世卿制開始衰落，出現了蔭襲制。雖然仍是世襲制度，但相較世卿制下子承袭與父相同的官爵，蔭襲制是只得到較低下的官爵，甚至只得虚衔或仅仅取得入仕的资格。漢代的蔭襲規定等級兩千石以上的官吏，視事三年可以保舉子弟一人為郎，或為位秩與此相類的太子洗馬、庶子、舍人之類的官，稱為任子（「任」、「蔭」相通） 。漢哀帝時除之，東漢又復盛行。
唐代開始把蔭襲制度正式寫入條律，確立只有嫡長子才有資格蔭襲官爵，《唐律》規定五品以上官員子弟皆得蔭補，並規定“三品以上蔭曾孫，五品以上蔭孫。孫降子一等，曾孫降孫一等”；如非嫡長子蔭襲，处二年徒刑；非子孙诈承官爵者，处徒刑三年。後來雖然實施科舉取士，但蔭襲制依然繼續。
宋承唐制，科舉與蔭襲並行，還發展出恩蔭制度。宋真宗祥符八年（1015年）颁布了宋代第一部荫补法，以官员所任官职、差遣等来作为荫补的标准，規定文臣五品以上、武臣六品以上，可奏補子、孫、弟、姪為從八品到從九品階官。又開始了恩蔭制度。恩蔭名目繁多，有承天节（皇帝誕辰）的「圣节荫补」，郊祀、明堂大礼的「大礼荫补」，中高级官员退休时的「致仕荫补」，中高级官员去世的「遣表荫补」，以及中下官员因死于王事的「死事荫补」等。至宋仁宗時，規定長子得蔭不限年齡，子孫年過十五、弟姪年過二十得蔭 宋代蔭補範圍不但包括本宗五服之親，還包括外姓親屬，甚至門客、故吏、醫生、僕從等。杨万里说：“仕进之路之盛者，进士、任子而已。”赵翼稱宋朝：“文臣自太师及开府仪同三司，可荫子若孙，及期亲大功以下亲，并异姓亲及门客；太师至保和殿大学士，荫至异姓亲，无门客；中大夫至中散大夫，荫至小功以下亲，无异姓亲。武臣亦以是为差……以斯以观，一人入仕，则子孙亲族，俱可得官。”以致宋代平均每年以各种恩荫补官者，超过500人，远远超过了平均每年由科举入仕者。
元代設任子制，許蔭補嫡長子、同母弟或其子孫。明代初期沿襲元代制度，文官七品以上皆得蔭一子以世受俸祿，稱之恩蔭生。當時規定蔭襲為嫡長子優先。
清代蔭襲制区分为恩荫、难荫、特荫三种。恩荫許京官四品、外官三品、军官二品以上，送一子入国子监学习，或根据其父辈的级别授予一定的官阶或职务。难荫是准許阵亡、殉职以及病故于任所的官吏送一子入国子监学习，或酌情授予官职。特荫是从功臣后裔或前世名人后代中选择一些人授予官衔或职务。

### 日本
日本參照唐代的蔭襲制，由大寶律令制定蔭位制。根據選敘令，被蔭位者需年滿21歳，且是皇族和五世王之子、三位以上大臣的兒子和孫子、或五位以上大臣的兒子。這個規則對於勳位及贈位也同樣適用。蔭位制是仿照唐朝律令制而制定的制度，但是適用範圍比中國制度窄。從蔭位制上可以看出日本貴族社會對門第的重視。
皇族
- 親王之子蔭從四位下
- 諸王之子蔭從五位下
- 五世王之嫡子蔭正六位上

（庶子降一階）
臣
- 一位大臣的嫡子蔭從五位下

依次遞減
- 從五位的嫡子蔭從八位上

（庶子降一階，孫子再降一階）

## 作用及影響
蔭襲制可以照顧官僚階級的利益，换取官僚阶层对现政权的忠诚和支持，可起到稳定政权、笼络人心的实效，故長期實行。然而，這種制度造成特權階級，累代受荫的家族因而可以一直保持甚至扩大权势，當中还有些受特殊恩宠，得到破格的擢升較蔭襲規定高的官爵，形成了門閥。在“任人及子弟为官，布满天下”）的情况下，阻塞正常仕进的道路。而不少以蔭襲进入仕途的世家子弟不学无术，甚至文不能识字，武不能射箭，是一些纨绔浮薄或庸碌无能之辈；他們佔據要職，並妨礙出身貧寒之有能之士晉身統治階層，導致吏治敗壞。

## 延伸阅读
[在维基数据编辑]
 《欽定古今圖書集成·經濟彙編·選舉典·廕襲部》，出自陈梦雷《古今圖書集成》